# Polynôme réciproque
En mathématiques, le polynôme réciproque d'un polynôme à coefficients complexes
{\displaystyle P(X)=a_{0}+a_{1}X+a_{2}X^{2}+\ldots +a_{n}X^{n}}
est le polynôme P* défini par :
{\displaystyle P^{*}(X)={\overline {a}}_{n}+{\overline {a}}_{n-1}X+\ldots +{\overline {a}}_{0}X^{n}~,}
où {\displaystyle {\overline {a}}} désigne le conjugué de {\displaystyle a}.
Pour tout nombre complexe z non nul, on a donc :
{\displaystyle P^{*}(z)=z^{n}{\overline {P({\bar {z}}^{-1})}}~.}
Un polynôme est dit réciproque lorsqu'il est égal à son polynôme réciproque.
Si les coefficients ai sont réels, cette définition équivaut à ai = an−i. Dans ce cas, P est aussi appelé un polynôme palindromique (en).
Le polynôme minimal sur {\displaystyle \mathbb {Q} } d'un nombre algébrique de module 1 est égal ou opposé à son polynôme réciproque.
Une conséquence est que les polynômes cyclotomiques Φn sont palindromiques pour n > 1 ; ceci est utilisé dans le crible sur les corps de nombres particuliers pour factoriser des nombres de la forme x11 ± 1, x13 ±  1, x15 ± 1 et x21 ± 1 en profitant des facteurs polynomiaux de degrés respectifs 5, 6, 4 et 6 - remarquons que l'indicatrice d'Euler des exposants vaut 10, 12, 8 et 12.
L'application P ↦ P* est une involution :
{\displaystyle \left(P^{*}\right)^{*}=P.}

## Réduction
- Si vous ne connaissez pas le sujet, laissez ce bandeau (vous pouvez alors contacter les auteurs).
- Si vous supprimez le contenu mis en cause (vous pouvez préalablement contacter les auteurs),

argumentez précisément cette suppression dans la page de discussion
(un manque de référence n'est pas un argument ; une recherche réelle de référence doit avoir été effectuée, être formellement documentée).
L'application qui à un polynôme P associe son polynôme aux inverses est diagonalisable, et de valeurs propres 1 et -1 (il suffit de vérifier que le polynôme X2 - 1 l'annule). En particulier, si le degré de P est pair, la dimension des deux sous-espaces propres de l'involution est identique, égale à n/2. Si le degré de P est impair, en notant n = 2p + 1, alors :